# 98 Pułk Piechoty (II RP)
98 Pułk Piechoty (98 pp) – rezerwowy oddział piechoty Wojska Polskiego.

## Formowanie pułku
98 pułk piechoty nie występował w organizacji pokojowej Wojska Polskiego. Był jednostką mobilizowaną w I rzucie mobilizacji powszechnej dla rezerwowej 38 Dywizji Piechoty. Przygotowania do mobilizacji pułku trwały od czerwca do końca sierpnia 1939 roku. Mobilizacja pułku nie została ujęta w planie „W”.
Formowanie jednostki 98 pp rozpoczęto 31 sierpnia 1939 roku – pierwszego dnia mobilizacji powszechnej, a zakończono 6 września.
Jednostkami mobilizującymi były jednostki organizacyjne Korpusu Ochrony Pogranicza:
- batalion KOP „Hoszcza” mobilizował dowództwo 98 pp, organa kwatermistrzowskie jednostek pozabatalionowych 98 pp, kompanię gospodarczą 98 pp, kompanię zwiadowczą 98 pp, pluton łączności 98 pp, kompanię przeciwpancerną typ II 98 pp oraz I baon 98 pp,
- batalion KOP „Ostróg” mobilizował pluton pionierów 98 pp, pluton przeciwgazowy 98 pp oraz II baon 98 pp,
- batalion KOP „Dederkały” mobilizował III baon 98 pp[2].

## Organizacja wojenna i obsada personalna 98 pp
| Organizacja wojenna i obsada personalna 98 pp we wrześniu 1939 roku | Organizacja wojenna i obsada personalna 98 pp we wrześniu 1939 roku | Organizacja wojenna i obsada personalna 98 pp we wrześniu 1939 roku |
| Stanowisko etatowe                                                  | Stopień, imię i nazwisko                                            | Uwagi                                                               |
| ------------------------------------------------------------------- | ------------------------------------------------------------------- | ------------------------------------------------------------------- |
| dowódca pułku                                                       | ppłk piech. Tadeusz Woleński                                        |                                                                     |
| adiutant                                                            | kpt. piech. Józef Krasucki                                          | †1940 Charków                                                       |
| dowódca I batalionu                                                 | mjr piech. Stanisław II Marek                                       |                                                                     |
| dowódca 1 kompanii strzeleckiej                                     | kpt. Juliusz Peyser                                                 | †20 IX 1939 Hołosko                                                 |
| dowódca 1 kompanii ckm                                              | por. Wacław Kunicki                                                 | 17 IX 1939 ciężko ranny                                             |
| dowódca II batalionu                                                | ppłk piech. Jan Lachowicz                                           | †24 IX 1939 Przemyśl                                                |
| dowódca 5 kompanii strzeleckiej                                     | kpt. Bolesław Brymora                                               | Wojsko Polskie we Francji                                           |
| dowódca 6 kompanii strzeleckiej                                     | kpt. Kazimierz Federowicz                                           |                                                                     |
| dowódca 2 kompanii ckm                                              | kpt. Zygmunt Barcik                                                 | ruch oporu, mjr, †15 II 1969                                        |
| dowódca III batalionu                                               | mjr piech. Jan III Wojciechowski                                    | 15/16 IX 1939 ciężko ranny                                          |
| adiutant                                                            | kpt. piech. Franciszek Wojciechowski                                | dowódca 8 kompanii strzeleckiej, †1940 Charków                      |
| dowódca 7 kompanii strzeleckiej                                     | kpt. piech. Włodzimierz Skibiński                                   | †1940 Charków                                                       |
| dowódca 8 kompanii strzeleckiej                                     | kpt. piech. Stefan Syguła                                           | †1940 ULK                                                           |
| dowódca 9 kompanii strzeleckiej                                     | kpt. piech. Witold Olecki                                           | †1940 Charków                                                       |
| funkcja nieustalona                                                 | por. piech. Karol Dyl                                               | †19 IX 1939 w rej. Jaślisk                                          |